# 安德烈·弗拉基米罗维奇 (弗拉基米尔-沃伦斯基)
（善良的）安德烈·弗拉基米罗维奇（Андрей Владимирович Добрый，1102年—1141年1月22日），古罗斯王公，弗拉基米尔-沃伦斯基王公（1119年~1135年），南佩列亚斯拉夫王公（1135年~1141年）。

## 事迹
安德烈·弗拉基米罗维奇是著名的基辅大公弗拉基米尔·莫诺马赫第八子。1119年他被父亲安置到沃伦当王公，以代替他早死的兄长罗曼·弗拉基米罗维奇。1123年被弗拉基米尔·莫诺马赫赶走的原沃伦王公雅罗斯拉夫·斯维亚托波尔科维奇在匈牙利、波兰和其他一些罗斯王公的支持下来到弗拉基米尔-沃伦斯基，企图夺回领地。安德烈·弗拉基米罗维奇被这支联军围困在城市里，但是雅罗斯拉夫·斯维亚托波尔科维奇在年底突然去世，安德烈·弗拉基米罗维奇成功地与外国干涉者议和，保住了领地。
1132年莫诺马希奇家族长兄姆斯季斯拉夫一世·弗拉基米罗维奇大公死后，安德烈·弗拉基米罗维奇联合莫诺马赫第七子尤里·多尔戈鲁基反对另一个兄弟亚罗波尔克二世·弗拉基米罗维奇（亚罗波尔克继承了基辅大公的公位）。他们成功地迫使亚罗波尔克将佩列亚斯拉夫领地交给莫诺马赫第六子维亚切斯拉夫·弗拉基米罗维奇；1135年这块领地最后归属了安德烈。
在成为佩列亚斯拉夫王公之后，安德烈·弗拉基米罗维奇积极参加为争夺大公宝座而爆发的王公内讧。他在这场混战中支持自己的兄弟亚罗波尔克和尤里反对切尔尼戈夫的奥利戈维奇家族，尤其是其代表人物弗谢沃洛德·奥利戈维奇（1139年成为基辅大公）。弗谢沃洛德·奥利戈维奇（及其兄弟斯维亚托斯拉夫·奥利戈维奇）3次进攻安德烈·弗拉基米罗维奇的领地，但始终未能攻克佩列亚斯拉夫。后来两人实现和解。
安德烈·弗拉基米罗维奇于1141年去世，安葬于佩列亚斯拉夫的圣米哈伊尔大教堂。

## 家庭
- 妻子：波洛韦茨汗图戈尔卡纳的孙女，名字失传，约1117年结婚
- 子女：弗拉基米尔·安德烈耶维奇，多罗戈布日王公

## 资料来源
- 苏联历史大百科全书·人物卷，1961~1973